# Катја Рестовић
Катја Рестовић (Загреб, 11. јануар 1964) хрватска је позоришна редитељка, редитељка спотова и филмова.

## Биографија
Дипломирала је 1988. године вајарство у класи академског вајара Јосипа Диминића  и модну фотографију у класи визуелних комуникација на Филозофском факултету у Ријеци. Године 1998. дипломирала је на Имагинарној  филмској академији у Грожњану у класи Рајка Грлића, Карпа Године и Ненада Пуховског гдје потписује документарни филм "Masayuki Nagase" и постаје члан  најважније хрватске независне документарне продукције. Награђивана је за сликарство (Ликовно стваралаштво младих Пазин и Грисија 1986, Ровињ). Више пута је самостално излагала. Ауторица је заштићене маске Ријечког карневала "Морето" и службене униформе за кампању европског туризма, Министарства туризма Хрватске .
Чланица је Хрватске глазбене уније, Хрвтаског удрушења књижевника и Удружења хрватских филмских редитеља. Добитница је Награде за животно дело Текстилно-технолошког факултета у Загребу (ауторка  Фестивала Fashion  News 1990 -1997).
Објавила је три романа под псеудонимом Ева Лукас и активно се бави позориштем од 2010. године. Написала је 2 мјузикла ("Сви смо ми исти (испод коже)", "Краљевна на зрну грашка") и 2 комедије ("На брзака" и "Ноћ казалишта"). Ауторка је фото  бијенала  и Фестивала комедије Златни зуб (основан 2007).
Као редитељ, сценариста и монтажер, потписала је више од 1.200 музичких спотова (ХР / БиХ / СЛО / УС / И / А). 2012. године постаје члан Удруге истарских фотографа и активно излаже у земљи и иностранству као фотограф . Учествовала је на Либертас филмском фестивалу са кратким документарцем „Марија Бакер“. Режирала је и монтирала кратки филм „Крвави мјесец“, и кратке документарне филмове: „Followers of Crist gospel choir“, „ Earl Bynum & As We Are feat. Cora Armstong“, „Јован Колунђија“. Од 2012. године ради на предпродукцији играног филма „Врата искупљења“, чији је коауторка.

## Награде и признања
- 1985 - награда за сликарство, „Ликовно стваралаштво младих », Пазин
- 1986 - награда за сликарство, Музеј града Ровиња "Грисиа".
- 1994. - аутор заштићене градске маске Ријечког карневала "Морето" под покровитељством Туристичке заједнице Ријеке (аутор прве збирке " Морето »), аутор службене униформе за Европску туристичку рекламну кампању под покровитељством хрватског Министарства туризма и Mc Erickson
- 1995. - постаје члан Хрватске господарске коморе у посебном одборуу Модне заједнице Хрватске
- 2000. - постаје чланица Хрватске глазбене уније ХГУ, постаје члан Друштва хрватских филмских редатеља
- 2001. - постаје члан Друштва хрватских књижевника
- 2010. - прима Награду за животно дјело у хрватској моди "Модни ормар" Текстилно-технолошког факултета у Загребу, за достигнућа и доприносе у вуропским и медитеранским земљама у промоцији (Фестивал Fashion News) младих хрватских и међународних аутора модног дизајна

## Филмографија
- Masayuki Nagase(1998. )
- Марија Бекер (2010. )
- Followers of Christ (2011). )
- Јован Колунђија (2011) )
- Ушће зла (2011. )
- Eearl Bynom & As We Are feat. Cora Armstrong  (2012) )